# Pararondibilis macularia
Pararondibilis macularia là một loài bọ cánh cứng trong họ Cerambycidae.